# Harmeet Singh
Harmeet Singh (* 12. listopadu 1990, Oslo, Norsko) je norský fotbalový záložník a reprezentant indického původu, hráč klubu Molde FK.

## Klubová kariéra
- Furuset Fotball (mládežnické týmy)
- Vålerenga IF (mládežnické týmy)
- Vålerenga IF 2007–2012
- Feyenoord 2012–2014
- Molde FK 2014–2016
- FC Midtjylland 2016
- Molde FK 2016–[3]

## Reprezentační kariéra
Singh nastupoval v norských mládežnických reprezentacích od kategorie U15 do U21. Zúčastnil se Mistrovství Evropy hráčů do 21 let 2013 v Izraeli, kde Norové postoupili do semifinále, v němž byli vyřazeni Španěly po výsledku 0:3. Singh vstřelil jednu branku v nastaveném čase v utkání základní skupiny proti Izraeli (remíza 2:2).
V A-mužstvu Norska debutoval 15. 1. 2012 na turnaji King's Cup v Bangkoku proti týmu Dánska (remíza 1:1).